# Antoaneta Frenkeva
Antoaneta Frenkeva (Bulgaria, 24 de agosto de 1971) es una nadadora búlgara retirada especializada en pruebas de estilo braza, donde consiguió ser subcampeona olímpica en 1988 en los 100 y medallista de bronce en los 200 metros braza.

## Carrera deportiva
En los Juegos Olímpicos de Seúl 1988 ganó la medalla de plata en los 100 metros braza con un tiempo de 1:08.74 segundos, tras su paisana búlgara Tanya Dangalakova (oro con 1:07.95 segundos que fue récord olímpico) y por delante de la alemana Silke Hörner; y ganó el bronce en los 200 metros braza, con un tiempo de 2:28.34 segundos, de nuevo tras Silke Hörner y la china Huang Xiaomin.